# Fatalità (film 1947)
Fatalità è un film del 1947 diretto da Giorgio Bianchi, tratto dal dramma teatrale Aniello 'a ffede di Rocco Galdieri.

## Trama

Maria Michi e Massimo Girotti in una sequenza del film

Roma. Vincenzo è un giovane imprenditore che è riuscito a ripescare nel Tevere una draga affondata dai tedeschi e a rimetterla in funzione. I suoi affari prosperano, e con la sua giovane moglie Paola può fare una vita relativamente agiata. Ma non hanno figli, e forse per questo la donna trova quella vita troppo monotona, e presta l'orecchio alla narrazione vivace, che Renato, il comandante della draga, le fa delle sue esperienze nelle lontane Americhe. Improvvisamente Renato dichiara a Paola il suo amore, e le propone di fuggire con lui. Paola accetta, ma quand'è sul punto di fare il passo decisivo, nel piccolo albergo, dove con Renato dovrebbe aspettare l'ora della partenza, viene presa dal rimorso, e ritorna dal marito. Disgraziatamente nella piccola stanza d'albergo, dove Paola ha passato pochi momenti con Renato, si svolge quella notte una tragedia: un uomo si suicida e i quotidiani danno ampio spazio al fatto. La polizia vi trova, tra l'altro, l'anello di sposa, che Paola vi ha lasciato. Quando Paola, ignara di tutto, si reca all'albergo a cercare il suo anello, viene raggiunta da Vincenzo messo in sospetto da una notizia del giornale, che, dopo un breve scambio di parole, la uccide.

## Produzione
Il film rientra nel filone dei melodrammi sentimentali, comunemente detto strappalacrime, allora molto amato dal pubblico italiano (ribattezzato in seguito dalla critica con il termine neorealismo d'appendice).
Il direttore di produzione del film era Ermanno Donati che era entrato nel mondo del cinema nel 1941, come assistente costumista di Gino Carlo Sensani; fu lui a proporre a Sensani il triplice incarico di scenografia, arredamento e costumi per un film di ambientazione contemporanea.
La production manager Jone Tuzi in questo film era segretaria di edizione.
Chiurazzi è stato doppiato da Vittorio De Sica.

### Censura
Nel film viene pronunciata la parola "puttana", termine estremamente raro in pellicole dell'epoca, pronunciata da Massimo Girotti, che la commissione di revisione decise di eliminare, ma infine inserita nel montaggio finale.

## Colonna sonora
Le musiche di Enzo Masetti sono dirette da Fernando Previtali.

## Distribuzione
Il film uscì nelle sale cinematografiche italiane il 2 maggio del 1947.

## Critica
(L. Baschieri, Hollywood, n. 33 del 16 agosto 1946)